# Качугское муниципальное образование
Качугское муниципальное образование — сельское поселение в Качугском районе Иркутской области.
Административный центр — посёлок городского типа Качуг (в состав муниципального образования не входит).

## Состав
В состав сельского поселения входят 11 населённых пунктов:
- посёлок: Лесной.
- деревни: Большие Голы, Босогол, Исеть, Кистенева, Краснояр, Малые Голы, Сутай, Суханай-Байбет, Тимирязева, Чептыхой.